# 欽ちゃんの全日本爆笑CM大賞
『欽ちゃんの全日本爆笑CM大賞』（きんちゃんのぜんにほんばくしょうシーエムたいしょう）は、1982年から1983年まで日本テレビ系列局で特別番組として放送されたバラエティ番組。すべて『土曜トップスペシャル』枠内で放送された。

## 概要
一般人が自分の訴えたいことなどをCMという形で表現した作品を全国から募集し、そのアイデアとユーモア性、完成度を競うコンクール番組。応募作品の中から一次、二次審査を経た約30作品で争い、優秀作品賞に賞金10万円と盾。さらにグランプリには賞金90万円とカップが贈られた。
『欽ちゃんの全日本仮装大賞』のスタッフが多く携わっていたことから、姉妹版として位置づけられていた。

## 放送日

### 第1回
1982年12月4日 19:30 - 20:54
「欽ちゃんの、第一回全日本爆笑CM大賞」
- 応募作品の中から一次・二次審査を通過した32作品を紹介。
- 5歳の幼稚園児から37歳の父親までの作品が集まった。
- グランプリは「カリッと青春、茨城のイモ」のフレーズを用いて茨城産のサツマイモをPRした作品であった。※江崎グリコアーモンドチョコレートのCMのキャッチフレーズ「カリッと青春」のパロディ。

### 第2回
1983年2月5日 19:30 - 20:54
「欽ちゃんの第2回全日本爆笑CM大賞」
- 応募総数1659の中から31本の作品が本選に出場した。
- 本選出場は、受験戦争を扱った「突撃」、特撮作品の「日本野蛇の会」、ほのぼのとした雰囲気の「いい日旅立ち」など。
- グランプリは、「片方ください」。

### 第3回
1983年3月5日 19:30 - 20:54
「欽ちゃんのおかしな素人映像コンテスト・第3回全日本爆笑CM大賞!!」
- 約2600の応募作の中から選出された秀作30本で争った。

## 司会
- 萩本欽一

## 審査
- 欽ちゃんの全日本仮装大賞と同じく、10名の審査員が、1人あたり2点の持ち点で計20点を投票する加点方式。得点が15点以上になった時点で合格(入賞)となり、ファンファーレが鳴り、メダルを進呈。逆に得点が14点以下で加点が途切れた状態が3秒程度続くと不合格となり、BGMが鳴り響く。なお、得点表示は仮装大賞のようなパネルではなく、セット(萩本が以前出演していた「裏番組をぶっ飛ばせ」と似たようなセット)の中央の「CM」が全て赤く点灯した場合に合格となり、周りの電飾が点灯した[1]。
- 番組のBGM・SE(ルールの紹介、優勝発表のドラムロール)やセット(審査員のスイッチ)の一部は仮装大賞で使用しているものを流用していたが、それ以外は番組のオリジナルであった。

## 審査員
第1回

第2回
太字は審査員長。なお、鈴木清順以外は欽ちゃんの全日本仮装大賞でも審査員を務めている。
- 鈴木清順
- 青島幸男
- 藤田弓子
- 糸井重里
- 岡田眞澄
- 高橋章子
- 山藤章二
- 小室等
- 木の実ナナ
- 所ジョージ

第3回

## スタッフ
ほとんどが欽ちゃんの全日本仮装大賞のスタッフである。
- 総監督：齋藤太朗
- 構成：河野洋、喰始、大岩賞介、高平哲郎
- テーマ音楽：鈴木宏昌
- ナレーター：橋本テツヤ
- 技術：滝沢壮治
- 美術：奥津徹夫、高野豊
- 音楽効果：三神直
- 映像編集：吉森浩
- 音声編集：目黒達朗
- 広報：行木則雄
- 技術協力：東北新社
- 演出補：木谷浩之、大友孝行
- 制作：池田文雄、宮嶋章
- 演出：神戸文彦、木島隆（木島隆史）、五歩一勇
- 製作著作：日本テレビ